# アミアタ山

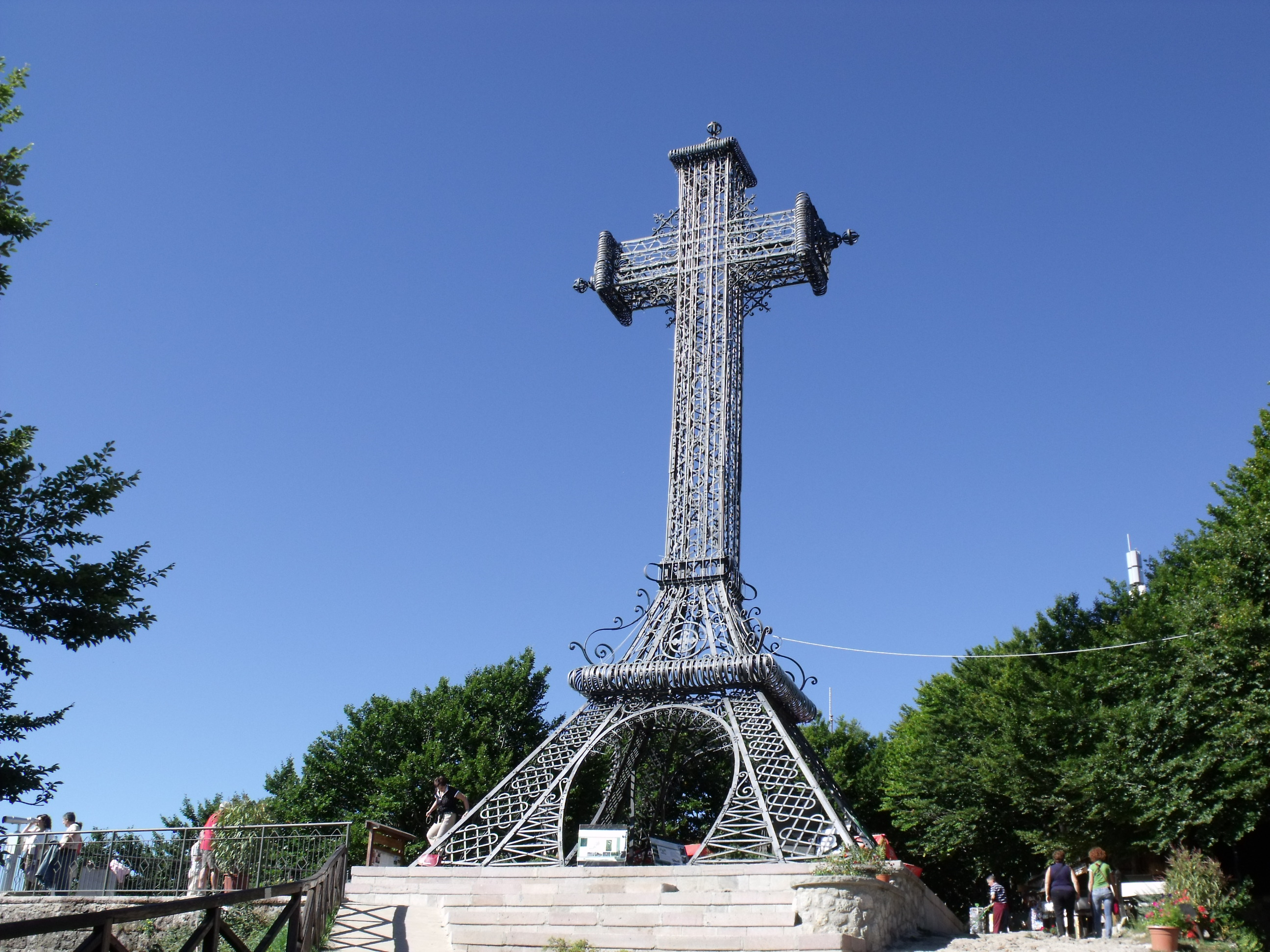
アミアタ山ラ・ヴェッタ峰山頂のクロス。2010年8月撮影。

アミアタ山（アミアタさん、イタリア語: Monte Amiata）は、アミアタ溶岩円頂丘群の中で最大の溶岩円頂丘で、イタリアのトスカーナ州南部、ボルセーナ湖の北西およそ20kmほどの位置にある。行政上は、グロッセート県とシエーナ県にかかる位置にある。

## 地質
アミアタ山のラ・ヴェッタ峰 (La Vetta) は、複合溶岩円頂丘であり、粗面岩の溶岩流が東側へ広がっている。この山は、より広範囲のアミアタ火山群の一部を成している。幅4km、長さ5kmにわたって大量に広がる粘度の高い粗面岩の溶岩流は、コルノ・デ・ベラリア (Corno de Bellaria) 溶岩円頂丘の南麓から広がる、複合火山の基層の一部となっている。放射年代測定によれば、アミアタ火山群では大規模な噴火がおよそ30万年前に起きたとされる。完新世における噴火活動はアミアタでは生じていないが、辰砂の鉱化作用などの熱的活動は、円頂丘群の南西端に位置するバニョーレの町に近い地熱源で継続している。

## 経済
アミアタ地方のおもな経済資源は、クリ類、木材、そして重要性を増してきている観光である（スキー・リゾートは山頂部に近い Prato delle Macinaie、Prato della Contessa、Rifugio Cantore、Pian della Marsiliana にある）。標高の低い一帯では、オリーブやつる植物が特徴となっている。その他の植生としては、ブナ属やモミ属がある。1870年代から1980年ころまでは、辰砂が採掘されていた.
この地域では、アッバディーア・サン・サルヴァトーレ、アルチドッソ、カステル・デル・ピアーノ、ピアンカスタニャーイオ、サンタ・フィオーラ、 セッジャーノなどの基礎自治体があり、いずれも標高 600m から 800m の範囲に位置している。